# شهرستان فنوج
شهرستان فنوج (تلفظ بلوچی:پَنوچ pannouch) یکی از شهرستان‌های استان سیستان و بلوچستان ایران است. مرکز این شهرستان، شهر فنوج است. 

## موقعیت جغرافیایی و زیست‌محیطی
فنوج در جنوب غربی سیستان و بلوچستان و ۱۶۲کیلومتری جنوب شهرستان ایرانشهر و ۵۵۰ کیلومتری مرکز استان (زاهدان) و ۱۷۷۵ کیلومتری مرکز کشور (تهران) قرار دارد و از غرب به استان کرمان منتهی می‌شود، در طول ۹۵ درجه و ۳۸ دقیقه طول شرقی و ۲۶ درجه و ۳۵ دقیقه عرض شمالی واقع گردیده و ارتفاع آن از سطح دریا ۱۸۵ متر می‌باشد. شهرستان فنوج با وسعت ۷۷۳۰ کیلومترمربع معادل ۱/۴ درصد مساحت استان را به خود اختصاص داده‌است.
در خصوص نام فنوج روایات فراونی وجود دارد که محتمل‌ترین آن شهر فن و هنر ("فن": به معنی هنر و صنعت و "وج": پسوند جمع می‌باشد) است.
فنوج به لحاظ آب و هوا دارای آب و هوای گرم و خشک تا نیم خشک با رطوبت نسبتاً متوسط و میزان بارندگی سالیانه حدود ۴۸۰ میلی‌متر می‌باشد. آب و هوای شهرستان فنوج در تمام فصول سال با سایر شهرستان‌های اطراف متفاوت است. بادهای ملایم و خنک فنوج (لقب: زن فراموش) از قدیم‌الایام بسیار معروف و مقبول گردشگران و مسافران بوده‌است. و بارش‌های رگباری و تند باد و رعد و برق و تگرگ شدید تابستانی (موسمی یا مانسون) که بیشتر سال‌ها در ارتفاعات شمالی و غربی همان منطقه سفید کوه ذرتی ، گسپردن و سیاهکان اتفاق می‌افتد حتی یک روز در زمستان در فنوج ۲۲۶ میلیمتر باران و تگرگ گزارش شد که بر اساس این بارندگی تمام نقاط شهر فنوج سفید پوش گردید گویی که برف باریده باشد اما در واقع بارش شدید و بی‌سابقه تگرگ علت این واقعاً حیرت‌آور شده بود.
از مهم‌ترین رودخانه‌های شهرستان فنوج می‌توان به رودخانه‌های (سفید کوه ذرتی)-رامکی-مگون-کُوشک-هفت دختران-کلمورت-کراپچی-سبیلان-کرحمت-پیر سهران-کتیج (کُتیچ) رودخانه‌های تنگه فنوج و رودخانه فصلی مسکوتان و مدانچ) اشاره نمود و از جمله کوه‌های فنوج می‌توان به «تَکّوُه» یا کوه سفید (سفید کوه) که جزء جاذبه‌های گردشگری و دیدنی شهر نیز محسوب می‌گردد اشاره نمود. «تکوه» با شکوه و هیبت خاص خود زیبایی وصف ناپذیری به کل شهرداده و جاده «هراز» که برای اکثر ایرانیان شناخته شده می‌باشد در مقیاسی کوچکتر در تنگه فنوج به دست بی‌مثال خالق طبیعت تکرار شده‌است یا آبشار گسپردن وطبیعت زیبای و کوهستانی سرسبز بن سرخ ذرتی می‌توان اشاره کرد

## تقسیمات کشوری
شهرستان فنوج شامل ۲ بخش،۴ دهستان و ۲ شهر به شرح زیر است:

### شهرستان فنوج
| بخش   | مرکز بخش | جمعیت بخش ۱۳۹۵ | نام دهستان | مرکز دهستان | جمعیت دهستان ۱۳۹۵ | شهر  | جمعیت شهر ۱۳۹۵ |
| ----- | -------- | -------------- | ---------- | ----------- | ----------------- | ---- | -------------- |
| مرکزی | فنوج     | ۳۴٬۶۴۳ نفر     | فنوج       | فنوج        | ۱۱٬۷۹۷ نفر        | فنوج | ۱۳٬۰۷۰ نفر     |
| مرکزی | فنوج     | ۳۴٬۶۴۳ نفر     | مسکوتان    | مسکوتان     | ۹٬۷۷۶ نفر         | فنوج | ۱۳٬۰۷۰ نفر     |
| کتیج  | کتیج     | ۱۳٬۱۸۴ نفر     | محترم‌آباد  | محترم‌آباد   | ۵٬۹۱۳ نفر         | کتیج | ۳٬۰۱۶ نفر      |
| کتیج  | کتیج     | ۱۳٬۱۸۴ نفر     | کتیج       | کتیج        | ۴٬۲۵۵ نفر         | کتیج | ۳٬۰۱۶ نفر      |

## کشاورزی و دامداری
از جمله محصولات کشاورزی نیز می‌توان به گونه‌های مختلف خرما-انواع مرکبات-انگور-انار و همین‌طور محصولات زراعی نظیر یونجه، انواع حبوبات، تنباکو، برنج، جو، گندم، و… اشاره نمود. همچنین چندگونه گیاهی منحصر به فرد نیز در شهرستان فنوج وجود دارد:
1. آلوئه ورا یا صبر زرد (شگلم) که دومین محصول پرفروش در جهان می‌باشد.
2. درخت گز روغن که به معجزه عالم گیاهی معروف بوده و در ارتفاعات و بر روی صخره‌ها رشد می‌کند.
3. بنه یا پسته کوهی و کسور وانجیر وحشی سفید کوه یا نیلگ ذرتی
4. پرورش طیور
5. پرورش گاو، گوسفند و شتر به صورت سنتی

## پیشینه تاریخی
فنوج امروزی به قبل از اسلام بازمی‌گردد آثار و سفالهای به جامانده در قلعه معروف به بزرگان و پشت قلعه که از زمان ایران باستان بوده نشان از گذشته پر رونق در این شهرستان بوده‌است. فنوج یکی از مناطق کهن بلوچستان می‌باشد که کاوشهای صورت گرفته در این منطقه حاکی از وجودتمدنی چندهزار ساله می‌باشد و از نواحی بررسی شده (تپه دِهْ قاضی- تپه دَ مْبانْ (فنوج ناحیه چهل دختران کاوشگر: مارک اورل اشتین)- تپه پیرکُنا (ناحیه چهل دختران) و تپه مَگوْنْ: (کلاً بزرگان)-سفید کوه نیلگ ذرتی که از تپه ها باستانی آن کاملا گویای همه چیز هست -کوه نگاران- محوطه باستانی کتیج- محوطه باستانی زپرینگ- قلاع مِسْکوتانْ- فَنوجْ- مُحْتَرَمْ آباد- مَدانچ) می‌باشند. محل ارتباط مکران (بلوچستان) با منطقه پررونق و دارای تمدن کهن جیرفت و جنوب کرمان و هرمزگان بوده، نقاشی‌های یافت شده در کوه‌های اطراف فنوج همچنین سنگ نوشته‌ها و غارهای منقش به طرح‌های باستانی و گورهای باستانی غیراسلامی یافت شده در دامنه سفیدکوه نیز گواه بر این ادعا می‌باشد مسجد جامعه و قلعه کلایان مشرف به رودخانه بزرگ زوار (خزانوک) نیز از میراث گذشتگان این شهر می‌باشد.
از جاذبه‌های گردشگری شهرستان فنوج می‌توان به محله باستانی پشت قلعه اشاره کرد که قدمت آن به قبل از اسلام و ورود آریایی‌ها (از شاخه گراماتی) به این سرزمین می‌رسد و آماده پذیرش گردشگران عزیز می‌باشد.
از دیگر جاذبه‌های گردشگری می‌توان به مسجد پشت قلعه (قدمت تقریبی۴۵۰ الی ۵۰۰سال پیش) مربوط به دوره صفویه می‌باشد، این مسجد در محله باستانی پشت قلعه قرار دارد.

## اقوام و آداب و رسوم
ازجمله طوایف شهرستان می‌توان به طوایف:
کدخدا یا کدخدائی
کرنگش
میر
سابکی
امیری
اربابی
رئیسی
بلوچ زهی
شیرانی
سیدقریشی
دُرّانی
قاضی‌زاده
هوت‌ لاچیبگی‌ و کلاتی
خالصی
بارانی
محمدی
استادی‌ یا داودی
مختاری
نصرتی
زبردستی
ملک
شهنویی
چاکری
درزاده
لشکری
حیدری‌
چاوش
بلوچی
مصفا

اشاره‌نمود.
زبان مردم شهرستان فنوج گویش فنوجی از زبان بلوچی بوده و با توجه به طوایف مختلفی که در سطح شهرستان هستند تعداد لهجه‌ها نیز گوناگون می‌باشد. (بلوچی از زبانهای ایرانی شاخه شمال باختری است. این زبان توسط مردم بلوچ (مکرانی) در کشورهای ایران، پاکستان، افغانستان و ترکمنستان و برخی کشورهای عربی حوزه خلیج فارس و دریای مکران گویش می‌شود) در شهرستان فنوج آیین‌ها برگرفته از سنت‌ها و آداب و رسوم گذشتگان، اعتقادات مردم و نیز دین مبین اسلام می‌باشد.
در مراسم مذهبی (اعیاد فطر و قربان) لیالی قدر، قرآن خوانی و مراسم ختم در منازل به صورت دوره‌ای برگزار می‌شود و دادن غذا و افطاری به همسایه‌ها مرسوم است که به اصطلاح محلی باجی گفته می‌شود.
در آئین تشکیل خانواده و ازدواج که عمدتاً بیشتر ازدواج‌ها درون فامیلی و از میان وابستگان نزدیک است (ابتدا از طرف خانواده داماد بعد از رایزی‌های اولیه برای انجام خواستگاری که به زبان بلوچی مرکی حدای یا نپری نامیده می‌شود می‌روند. برای انجام مراسم عروسی در گذشته بسته به توان مالی و شهرت افراد ۲ روز تا یک هفته جشن و پایکوبی برگزار می‌شده. در دو نوبت نیز به نام شب حنابندان و ظاهری یا جشن انجام می‌شده‌است. برای کمک به خانواده داماد نیز درگذشته و حال از جانب بستگان و آشنایان کمک نقدی که به زبان محلی ""بجاری"" می‌نامند در شب جشن عروسی و قبل از شروع مراسم دریافت می‌گردد. در طول مراسم نیز برنامه‌های ساز و دهل برگزار و دوچاپی معروف فنوج و برخی شهرستان‌های حاشیه (رقص محلی) به صورت دسته جمعی توسط مهمانان و جوانان حاضر در مراسم برگزار می‌گردد. پس از اتمام مراسم عروسی ۷ روز به عنوان پاتختی عروس و داماد محسوب می‌گردد و در این هفت روز فامیل و آشنایان دو طرف به مراسم پاتختی آمده و با نان روغنی (هل کالی) و شربت و چایی پذیرایی می‌شوند.

## خوراک
از دیرباز هنر آشپزی بانوان فنوج شهره خاص و عام بوده و از انواع خوراکی‌ها و غذاهای محلی می‌توان به تباهگ (گوشتی که با انار خشک طعم دار گردیده و خشک شده) اشاره نمود، همچنین انواع بریانی با ادویه‌های محلی، تنورچه، انباگ، باقالی پلو، بت ماش اناری، دلک (آش)، هتوک یا ناورشت (ماهی، گوشت، مرغ محلی) و همچنین چنگال با پکرا و انواع ترشی لیمو و پوئچ اشاره نمود.

## جمعیت
بر پایه سرشماری عمومی نفوس و مسکن در سال ۱۳۹۵، جمعیت شهرستان فنوج برابر با ۴۷٬۸۲۷ نفر بوده است.